# Cuartos de San Ignacio

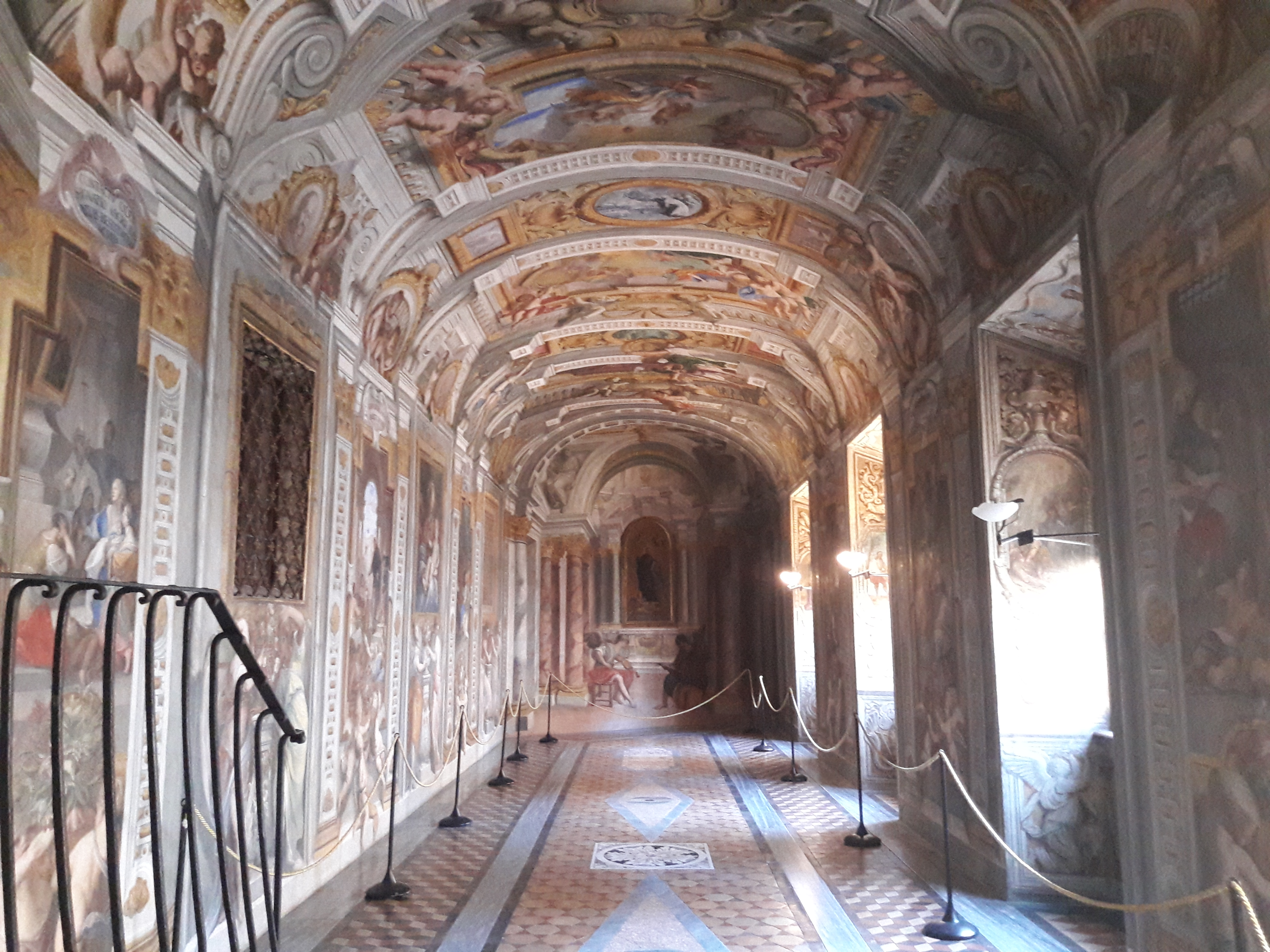
Vista del corredor que daba acceso a las habitaciones.

Los cuartos de San Ignacio (en italiano, Camere di San Ignazio o Stanze di Sant'Ignazio) son un conjunto de habitaciones donde murió este santo situadas en la Casa Profesa de la Compañía de Jesús en Roma. Son notorias por su importancia religiosa.

## Historia
En 1541, Ignacio y sus compañeros se establecieron en una casa humilde cerca de la iglesia de Santa María della Strada. Ese mismo año les fue concedida la iglesia y tres años después se finalizó la construcción de la que sería primera casa profesa de la Compañía, es decir un lugar de residencia para los jesuitas.
Desde ese año de 1544 y hasta su muerte el 31 de julio de 1556, Ignacio de Loyola, como general de los jesuitas, residió en un conjunto de cuatro habitaciones. En este momento, las habitaciones fueron testigo de las distintas visitas de Felipe Neri a Ignacio de Loyola, o de la celebración de una misa por parte de Carlos Borromeo.
Desde entonces residieron en esta serie de cuartos los sucesivos generales de la Compañía. Asimismo, en ellas murieron los sucesores de Ignacio de Loyola al frente de la Compañía: Diego Laynez y Francisco de Borja. Las habitaciones fueron también escenario de importantes hechos de la historia de la Compañía por ser lugar de habitación de sus generales:
- Francisco de Borja recibió en estos cuartos a San Estanislao de Kostka en la Compañía el 25 de octubre de 1567.
- Igualmente, en este lugar Luis Gonzaga fue recibido en la orden por Claudio Acquaviva el 25 de noviembre de 1585.

Estas cuatro habitaciones fueron respetadas en el momento de reconstruirse la casa profesa en 1599 bajo los auspicios del cardenal Eduardo Farnesio. La conservación de estas habitaciones dentro de la nueva casa profesa fue motivo de debate entre los jesuitas, especialmente porque suponía una adaptación de la nueva construcción. En 1602, el general Claudio Acquaviva abandonó las habitaciones y ordenó su conservación y conversión en un espacio dedicado a la memoria de Ignacio de Loyola que por entonces no había sido beatificado.
El 31 de julio de 1605 el propio Acquaviva celebró una primera misa en estas habitaciones reconvertidas.La supresión de las órdenes religiosas en 1873 llevó a la pérdida de la casa profesa por la Compañía de Jesús. Sin embargo, las habitaciones de San Ignacio pudieron seguir siendo visitadas por los peregrinos. Por entonces las habitaciones se encontraban ya decoradas profusamente como espacio de culto.
En 1923 recibieron la visita de Alfonso XIII de España y Victoria Eugenia en el marco de su visita a Roma.En las décadas de 1930-1940, las habitaciones se decoraron ricamente con altares, recubriéndose las paredes con damascos bajo el impulso del padre jesuita Pietro Tacchi Venturi, al haber recuperado la Compañía de Jesús el uso de la casa profesa.
Las habitaciones fueron objeto de una profunda restauración a su estado original a finales de la década de 1980 con vistas al Año Ignaciano celebrado en 1990-1991 por el cuarto centenario del nacimiento del santo. La restauración tenía como objetivo devolver las habitaciones al estado que presentaban en el momento de la muerte de Ignacio de Loyola.

## Descripción
Las habitaciones se encuentran situadas en la crujía paralela a la vía de Aracoeli de la casa profesa.
La entrada a las estancias se realizaba tradicionalmente por una galería decorada inicialmente por el jesuita Jacques Courtois, llamado el Borgonone, con escenas de la vida de Ignacio de Loyola. Tras la muerte del Borgonone la decoración fue finalizada por el hermano coadjunto jesuita y pintor Andrea Pozzo incluyendo ricas arquitecturas fingidas.
Las habitaciones propiamente dichas, son cuatro: una primera, que hacía de antecámara de las habitaciones (dimensiones: 5,5 metros de largo, 3,5 de ancho y 2,6 de alto); una segunda, que servía de oratorio y lugar de trabajo; una tercera destinada a dormitorio; y una cuarta, en la que dormía el hermano coadjuntor de Ignacio de Loyola, Juan Pablo Morell.

Durante el tiempo en que duró la primitiva construcción de la casa profesa, las habitaciones contaban una pequeña loggia en la que Ignacio de Loyolla contemplaba el cielo estrellado en las noches de verano. Es tradición que el santo llegó a decir en uno de esos momentos:
Heu quam sordet tellus, cum caelum aspicio!

(en español, aproximadamente, ¡Ay, qué sucia está la tierra cuando miro al cielo!)